# Fuente Clepsidra
La fuente Clepsidra (en griego antiguo: Κλεψύδρα) era la fortaleza de la antigua fuente de la colina del noroeste de la Acrópolis de Atenas.
La estructura se encontraba cerca de un santuario de Apolo de una gruta, y fue edificada al norte del monumento de los Propíleos en el cruce de la Vía Panatenaica del Ágora y el Peripatos que rodeaban la Acrópolis. La fuente ya estaba en uso en época micénica. El edificio fortaleza construido al comienzo del período clásico en época de Cimón fue remodelado en el siglo IV a. C. El edificio permaneció en uso durante el período bizantino, cuando era una capilla dedicada a los Apóstoles, y en épocas posteriores.
La fuente constaba de pozos y depósitos de agua, con un techo abovedado. Se encontró una cueva en el cementerio conectado a la construcción original que estaba dedicada a las ninfas. Al este de la fuente Clepsidra había una serie de cuevas que servían como santuario: estaba la cueva de Apolo Hipoacreo, la cueva de Zeus Olímpico y la cueva de Pan.